# Heiko Klinge
Heiko Klinge (* 25. Juli 1942 in Hildesheim; † 14. Juli 2023 in Wiesbaden) war ein deutscher Politiker (CDU). Von 1975 bis 1982 war er Oberbürgermeister von Hildesheim.

## Leben
Nach einer Ausbildung zum Verlagskaufmann und längerem, ehrenamtlichen Engagement in der kirchlichen Jugendarbeit wurde Heiko Klinge 1968 zum Mitglied des Stadtrats der Stadt Hildesheim gewählt. Er war 1972–1975 Vorsitzender der CDU-Stadtratsfraktion und von 1975 bis 1982 Oberbürgermeister der Stadt Hildesheim. Für seine Verdienste um die Stadt wurde ihm 1980 der Ehrenring der Stadt Hildesheim verliehen.
Im Berufsleben war er von 1968 bis 1993 Geschäftsführer des Bernward-Verlags, der im Eigentum der Diözese Hildesheim steht und unter anderem als Verlag der Hildesheimer Kirchenzeitung fungiert. Heiko Klinge war 1979–1985 Vorsitzender der Arbeitsgemeinschaft Katholische Presse sowie 1984–1987 Präsident des Verbands Deutscher Zeitschriftenverleger, dem heutigen Medienverband der freien Presse (MVFP).
Von 1987 bis 1993 war er Vizepräsident des Zentralverbands der Deutschen Werbewirtschaft und 1982–1983 Mitglied im Deutschen Presserat. In den Jahren 1993 bis 2005 war Klinge Geschäftsführer der MDG Medien-Dienstleistung GmbH, München. In dieser Funktion nahm er wesentlich Einfluss auf die strategischen Ausrichtungen der konfessionellen Publizistik.
Im Jahr 1993 wurde er zum Ehrensenator der Universität Hildesheim ernannt. 2007 wurde Klinge zum stellvertretenden Bundesvorsitzenden des Verbands KKV Katholiken in Wirtschaft und Verwaltung gewählt. Das Amt übte er bis 2009 aus.
Gemeinsam mit Jürgen-Schmidt-Lohmann war er Herausgeber von Hildesheim heute.
Heiko Klinge lebte in Hildesheim. Er war verheiratet und hatte zwei Kinder.

## Veröffentlichungen
- zus. mit Ewald Breloer: Der kleine Hildesheim-Stadtführer, Bernward-Verlag Hildesheim 1988, ISBN 3-87065-480-5.
- Der säkulare Zeitschriftenmarkt als Kontext der katholischen Presse. In: Katholische Presse. Kolloquium der Publizistischen Kommission der Deutschen Bischofskonferenz 10./11. Oktober 1989. (= Arbeitshilfen. Band 79). Hrsg. vom Sekretariat der Deutschen Bischofskonferenz, Bonn 1989, S. 7–22.
- Chancen für die Bistumspresse. In: Communicatio Socialis. 29. Jg., Nr. 2/1996, S. 234–237.
- Veränderungen notwendig und möglich, in: Communicatio Socialis, 29. Jg., Nr. 3/1996, S: 353.
- Diözesen müssen kooperieren – Plädoyer für die Zukunftsfähigkeit der Bistumspresse. In: Communicatio Socialis. 44. Jg., Nr. 3/2011, S. 320–324.
- Medien-Dienstleistung GmbH (MDG), in: Lexikon für Theologie und Kirche, Band 7, hrsg. von Michael Buchberger u. a., Herder-Verlag Freiburg/Brsg. usw., 1998, S. 44.